# NGC 6671
NGC 6671 (również PGC 62148 lub UGC 11299) – galaktyka spiralna (S?), znajdująca się w gwiazdozbiorze Lutni. Odkrył ją 6 czerwca 1864 roku Albert Marth.